# Attalea phalerata
Attalea phalerata, conhecido popularmente como urucuri, ouricuri, aricuri, alicuri, aricuí, iricuri, uricuri, licuri, urucuriiba, licurizeiro e nicuri (ou shapaja em espanhol), é uma palmeira que atinge mais de trinta metros de altura. É encontrada no Brasil, Bolívia, Paraguai e Peru.

## Etimologia
Os seus nomes populares provêm do tupi antigo urukuri.

## Ecologia
Suas sementes são dispersas por antas, que engolem os frutos inteiros, e por emas, cutias, Clyomys, carcarás e araras-azuis-grandes. A bainha foliar acumula sementes de outras plantas, que são depositadas aí ocasionalmente por Artibeus jamaicensis. As sementes podem germinar e gerar epífitas. É polinizada por Mystrops (Nitidulidae) e Curculionidae (Madarini). O curculionídeo Pachymerus cardo é um predador das sementes de A. phalerata.

## Utilização
As folhas são usadas para cobrir telhados. Os frutos são usados para alimentar porcos e outros animais. Fornece óleo vegetal.

## Saúde pública
Rhodinus stali, um vetor da doença de Chagas, pode infestar a planta.